# U-Bahn-Station Spittelau
Spittelau is een metrostation in het district Alsergrund van de Oostenrijkse hoofdstad Wenen. Het station werd geopend op 7 oktober 1995 en wordt bediend door de lijnen U4 en U6.

## Geschiedenis
Op 6 augustus 1901 werd de verbindingsbrug tussen Nußdorfer Straße en Friedensbrücke van de Stadtbahn geopend. De Stadtbahnlijn GD kruiste hiermee de Franz Josefs Bahn en een andere lijn, de Donaukanallinie, van Stadtbahn die evenmin stopte bij de Wasserleitungswiese. Hoewel Stadtbahn architect Otto Wagner bij de Wasserleitungswiese de halte Spittelau ontwierp aan de tak naar Heiligenstadt werd deze niet gebouwd. Op 26 januari 1968 werd besloten tot de aanleg van een metronet, waarin de Stadtbahnlijnen zouden worden opgenomen. In de nadere uitwerking van het metronet, de U-Bahn-Netzvariante M uit 1970, was een rechtstreekse verbinding tussen Nußdorfer Straße en Friedensbrücke opgenomen. De verbindingsbrug van de Stadtbahn was geen deel van het voorgestelde metronet, al was er wel een metrostation bij de Rampengasse gepland. In februari 1973 werd de Donaukanallinie ten noorden van Friedensbrücke omgezet van links- naar rechtsrijdend en begonnen de proefritten met metromaterieel. Vlak ten noorden van de verbindingsbrug werden de werkplaats en het depot van de metro op de Wasserleitungswiese opgetrokken. De metrodienst op de Donaukanallinie ging als U4 op 8 mei 1976 van start echter zonder station Spittelau. Lijn GD bleef tot 1991 over de verbindingsbrug rijden van en naar Friedensbrücke.

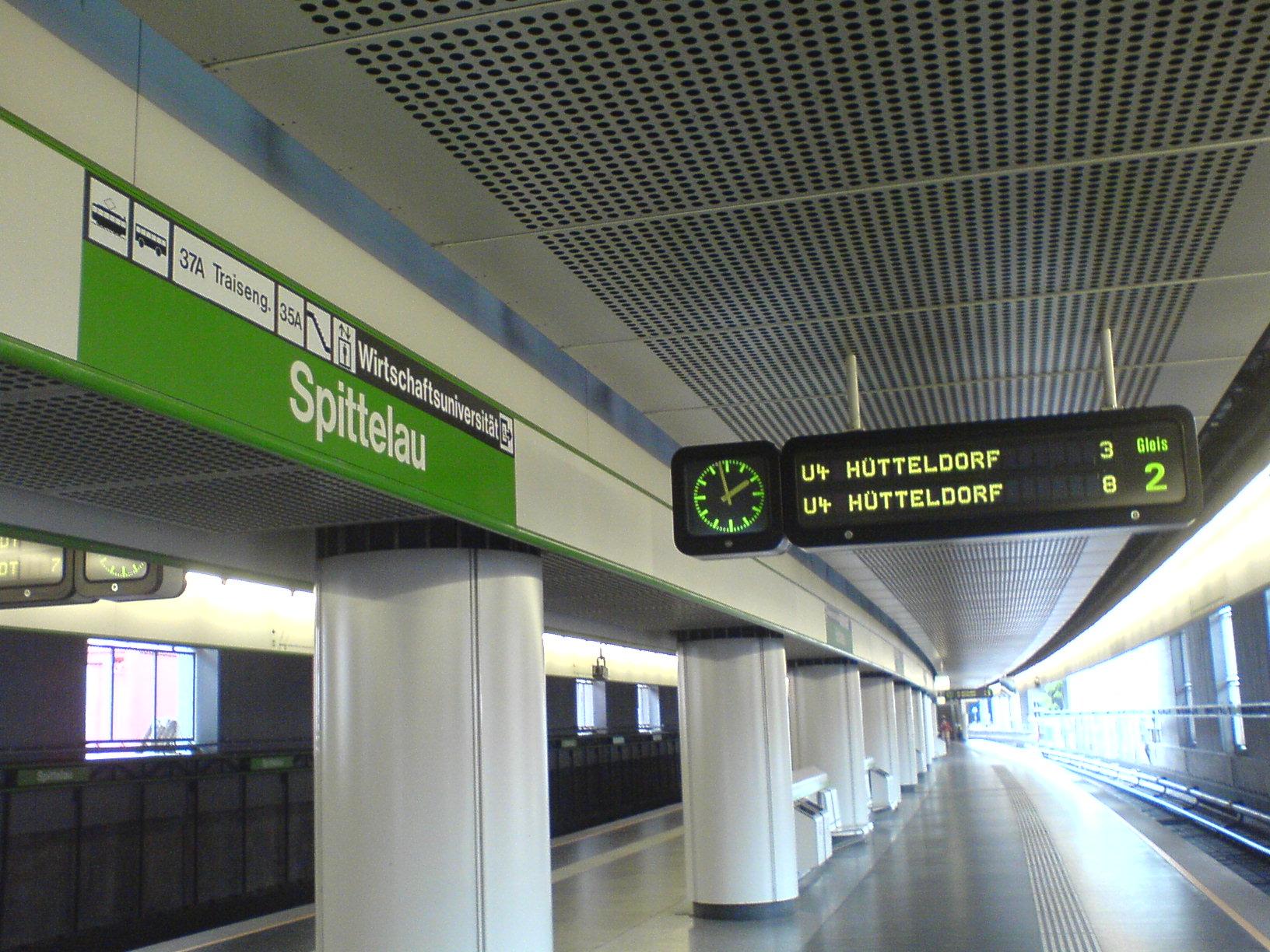
Het perron van de U4.
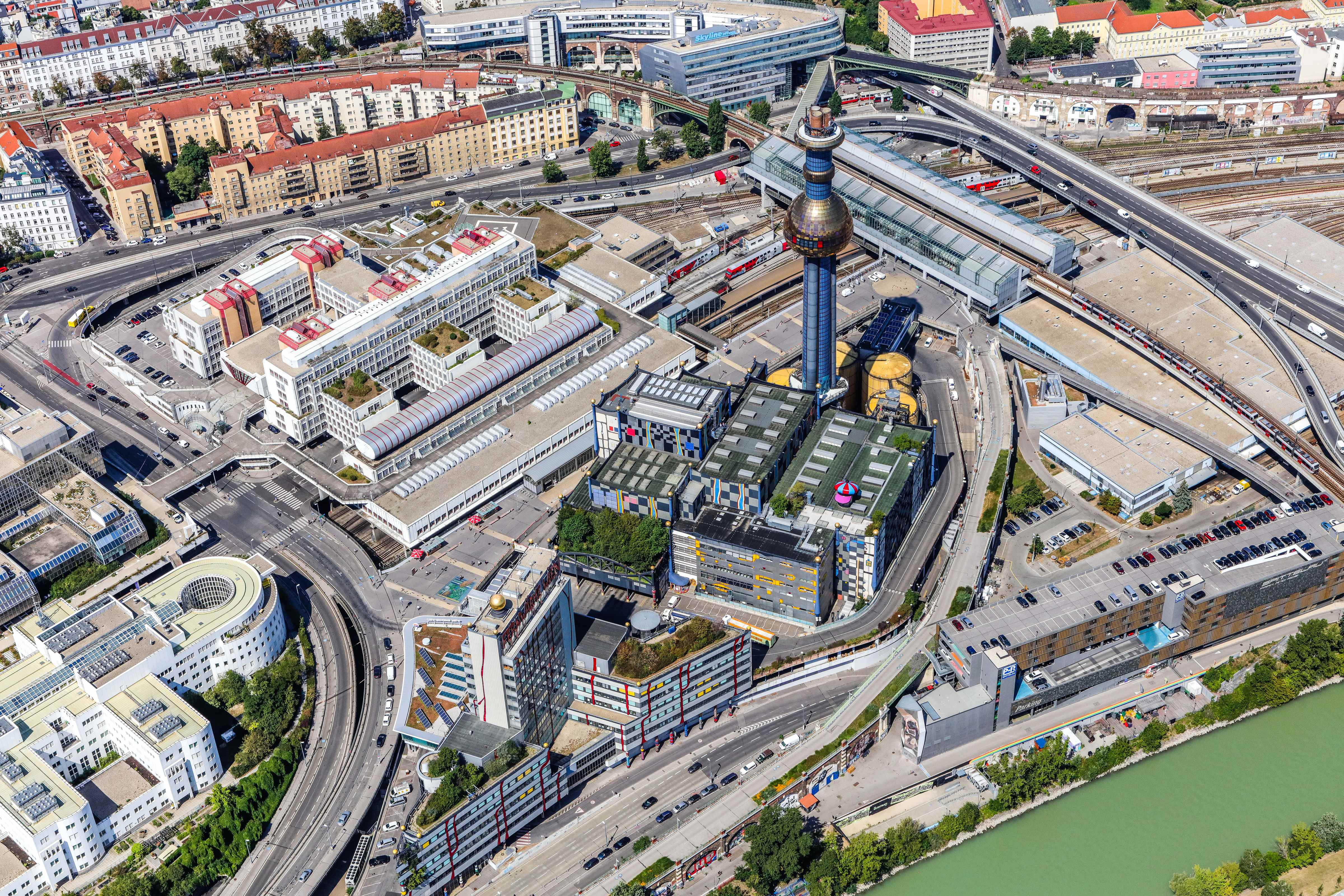
Het station en omgeving.

## Station Spittelau
De verbindingsbrug werd in maart 1991 gesloten in verband met de bouw van het OV-knooppunt Spittelau. Al tijdens het ontwerp van het metronet werd het station Gürtelkreuz als mogelijkheid opgeworpen in samenhang met de wens van ÖBB om het Franz Josef Bahnhof naar het noorden te verplaatsen. De verplaatsing kwam er niet maar het Gürtelkreuz werd als Wien Spittelau wel gerealiseerd. De U4 kreeg een eilandperron in een loods op maaiveld niveau bij de kruising met de verbindingsbrug en doet sinds 7 oktober 1995 het station aan. Aan de westkant van de U4 kwam een eilandperron, voor de S-Bahn en stoptreinen, langs de spoorlijn. Het dak van de loods dient als stationsplein tussen het metrostation aan de noordkant, het Bundeskriminalamt aan de westkant, de stadsverwarmingscentrale aan de oostkant en de bushaltes aan de zuidkant. De perrons van de U6, op 13,5 meter boven het maaiveld, kwamen op 4 mei 1996 in gebruik.

## Ligging en inrichting
Het metrostation is een kruisingsstation met de noord-zuid lopende U4 op maaiveld niveau en de oost-west lopende U6 op niveau 2. De U4 heeft een toegang aan het zuideinde van het eilandperron en is aan het noordeinde via roltrappen en een lift verbonden met de stationshal op niveau 1. De perrons van de U6 liggen aan weerszijden van het spoor boven de stationshal. Aan de westkant loopt de U6 via een deel van de oude verbindingsbrug naar Nußdorfer Straße, aan de oostkant wordt via een nieuwe brug het Donaukanal gekruist. Het oostelijke deel van de verbindingsbrug is hergebruikt als fiets/voetpad. Reizigers kunnen vanuit de stationshal inpandig naar het perron van ÖBB. Aan de westkant van de stationshal is een overdekte verbinding naar de tramhaltes van lijn D aan de Heiligenstädter Straße en een brug, de Skywalk, naar de Guneschgasse. Aan de oostkant ligt naast het metroviaduct de Spittelauer steg waarmee de beide de oevers van het Donaukanaal met het station verbonden zijn. De buslijnen 35A en 37A stoppen aan de Josef Holaubek Platz. 

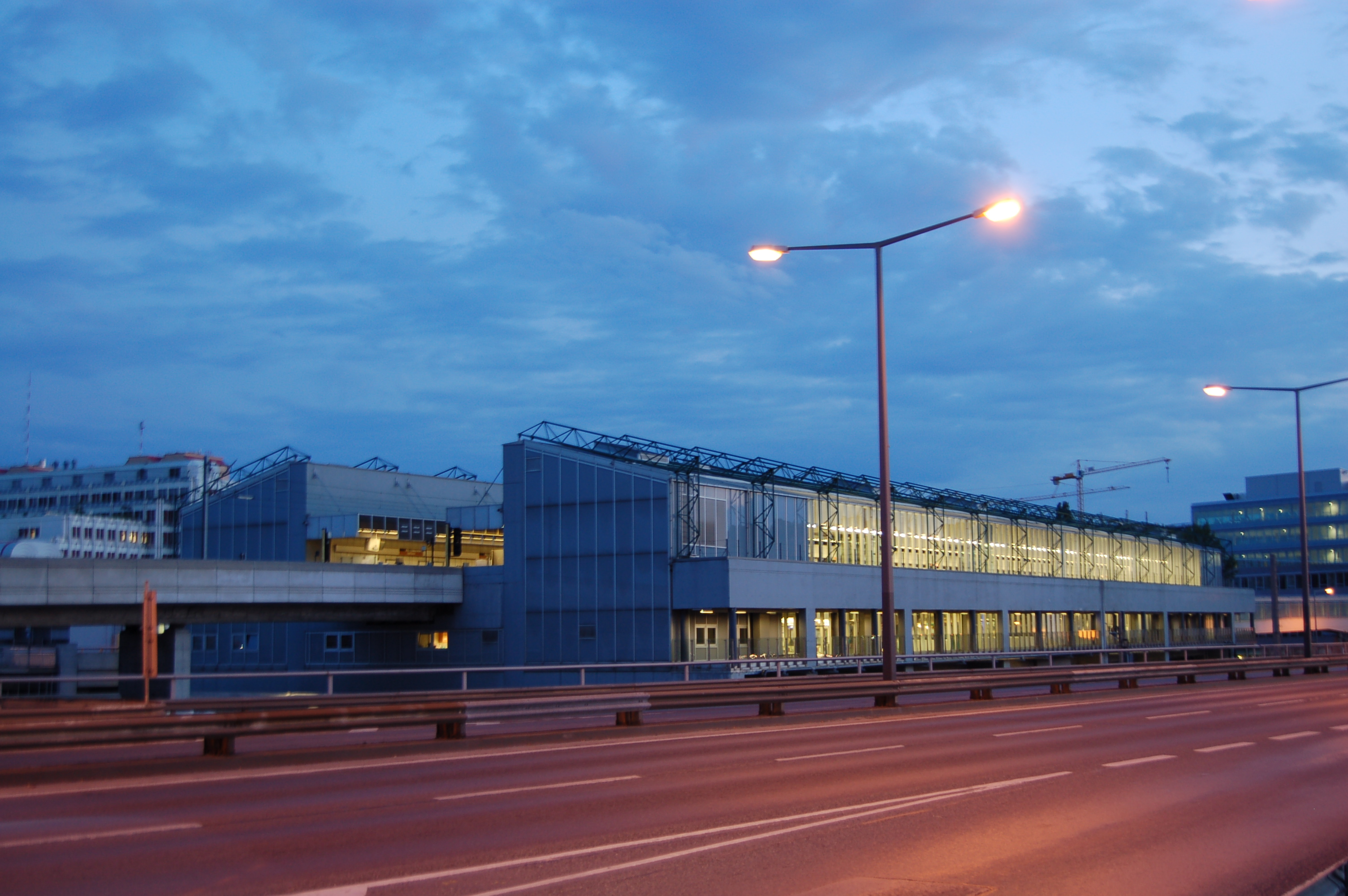
De noordzijde van het station.
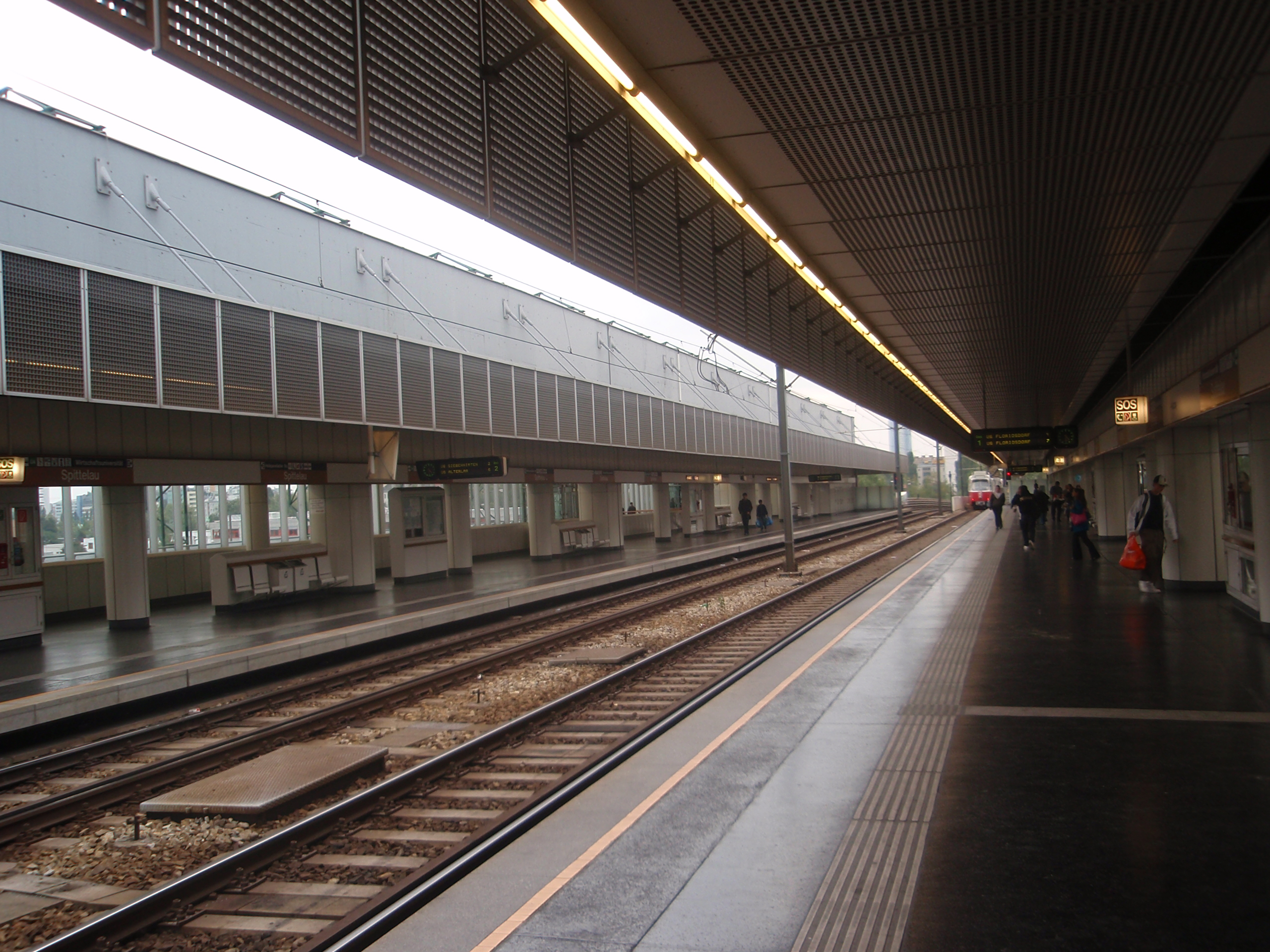
De perrons van de U6.
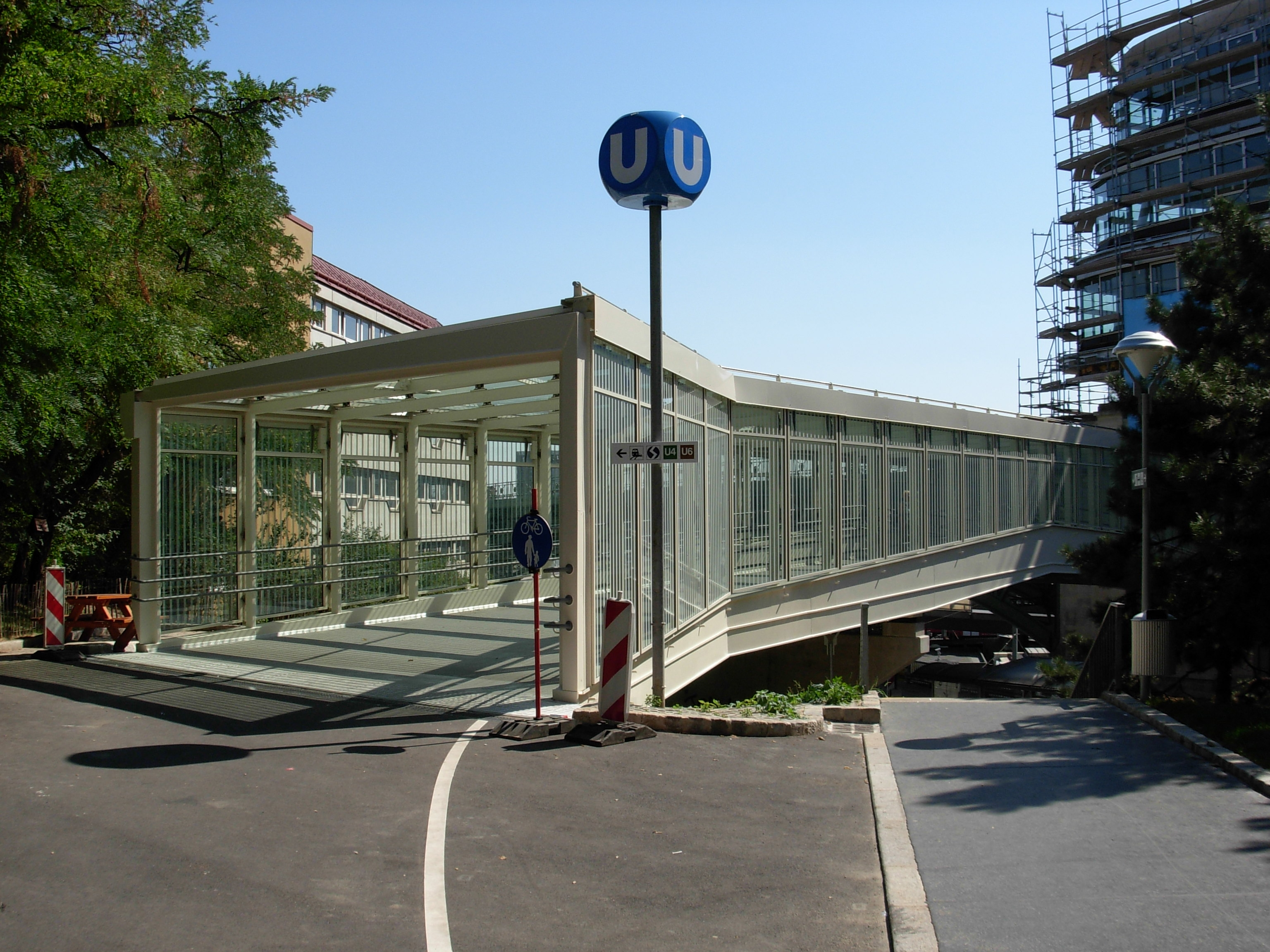
De westelijke toegang aan de Guneschgasse.